# Gerace
Gerace è un comune italiano di 2 288 abitanti della città metropolitana di Reggio Calabria in Calabria. Si trova nel Parco nazionale dell'Aspromonte, il centro storico conserva un'impostazione medievale

## Geografia fisica
(Edward Lear - Diario di un viaggio a piedi - 1847)
La città è posta su una rupe, a 500 m s.l.m., di arenarie mioceniche all'estremità sud-est del lungo tavolato che congiunge le Serre all'Aspromonte non lontano dalla costa jonica. L'intero territorio comunale risulta suddiviso in cinque zone urbane:
- Città alta
- Castello
- Borghetto
- Borgo maggiore
- Piana

## Storia
La storia di Gerace è strettamente collegata a quella di Locri Epizephiri. Il nucleo abitativo, infatti, nonostante esistano tracce di frequentazione in epoca pre-greca, greca e romana, si sviluppa solo in seguito all'abbandono della città di Locri, avvenuto a partire dal VII secolo d.C., a causa del sempre maggiore pericolo piratesco e la sempre crescente insalubrità delle coste.
A questo spostamento dei Locresi dall'antico sito costiero verso l'interno è strettamente collegato anche il nome della cittadina che, a dispetto delle leggende che vogliono che esso sia legato ad un leggendario sparviero, in greco Ièrax, Ιέραξ, che avrebbe guidato i Locresi, inseguiti dai Saraceni, verso la rocca, pare dipendere dal nome della Diocesi di Locri, dedicata a Santa Ciriaca (Aghia Kiriaki, Agia Ciriaci, Αγία Κυριακή in greco).
Che la cittadina fosse da sempre strettamente collegata alla cristianità appare evidente non solo dal fatto che sia stata spostata, in realtà, la sede della diocesi locrese, ma anche dalla presenza innumerevole di chiese e monasteri anche infra muros, che ha contribuito a identificare la rocca come una sorta di Monte Santo.
Per la sua particolare posizione, però, Gerace divenne ben presto un centro di importanza eccezionale nella Calabria Meridionale; la possibilità di controllare i traffici costieri, la sua particolare conformazione orografica che permetteva una naturale fortificazione, fece sì che divenisse oggetto di attenzione sia dell'Impero bizantino che del regno di Sicilia.
La presenza congiunta di tali potenze fece sì che il centro resistesse a lungo agli attacchi degli Arabi, che mantenesse una certa autonomia rispetto ai Normanni e che fosse, in seguito, oggetto di attenzione per i dominatori non solo dell'Italia ma di tutto il Mediterraneo.
Testimonianza di tale importanza è la grande ed eccezionale (per qualità) quantità di architetture ecclesiastiche e laiche, frutto di committenze imperiali (Cappellone di San Giuseppe nella Concattedrale certamente svevo), regali (si pensi agli interventi normanni nel Castello, nella Concattedrale e in altre chiese sparse all'interno delle mura o alla Chiesa di san Francesco, voluta da Carlo II d'Angiò nel 1294), principesche e feudali.

### Simboli
Lo stemma e il gonfalone di Gerace sono stati concessi con decreto del presidente della Repubblica del 25 ottobre 2000.

### Riconoscimenti
Il borgo di Gerace ha ottenuto la Bandiera Arancione, riconoscimento di qualità turistico-ambientale del Touring Club Italiano, con la seguente motivazione:

## Monumenti e luoghi d'interesse
Fonte

### Architetture religiose

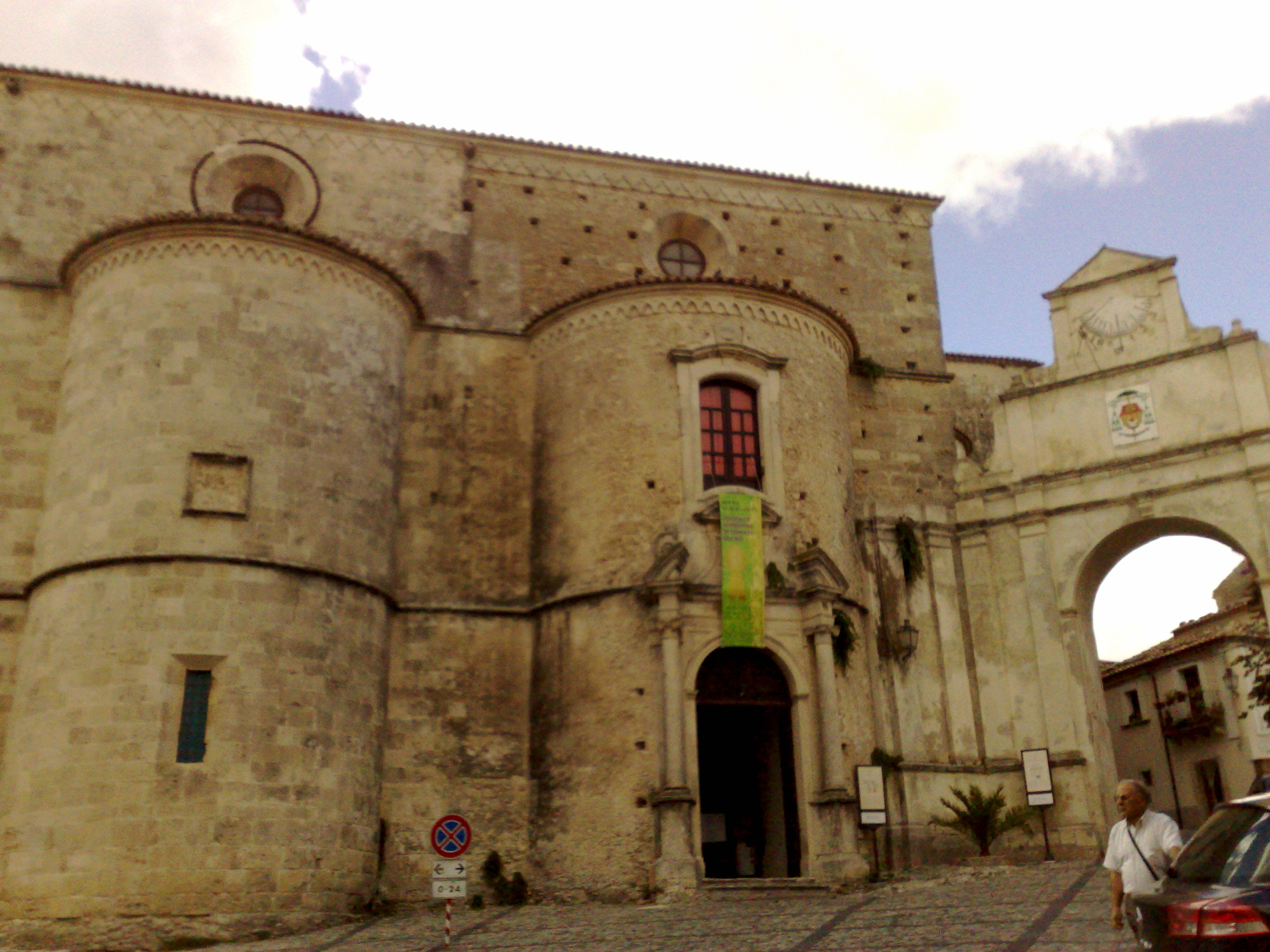
Veduta esterna della concattedrale, delle due absidi e dell'attigua Porta dei Vescovi

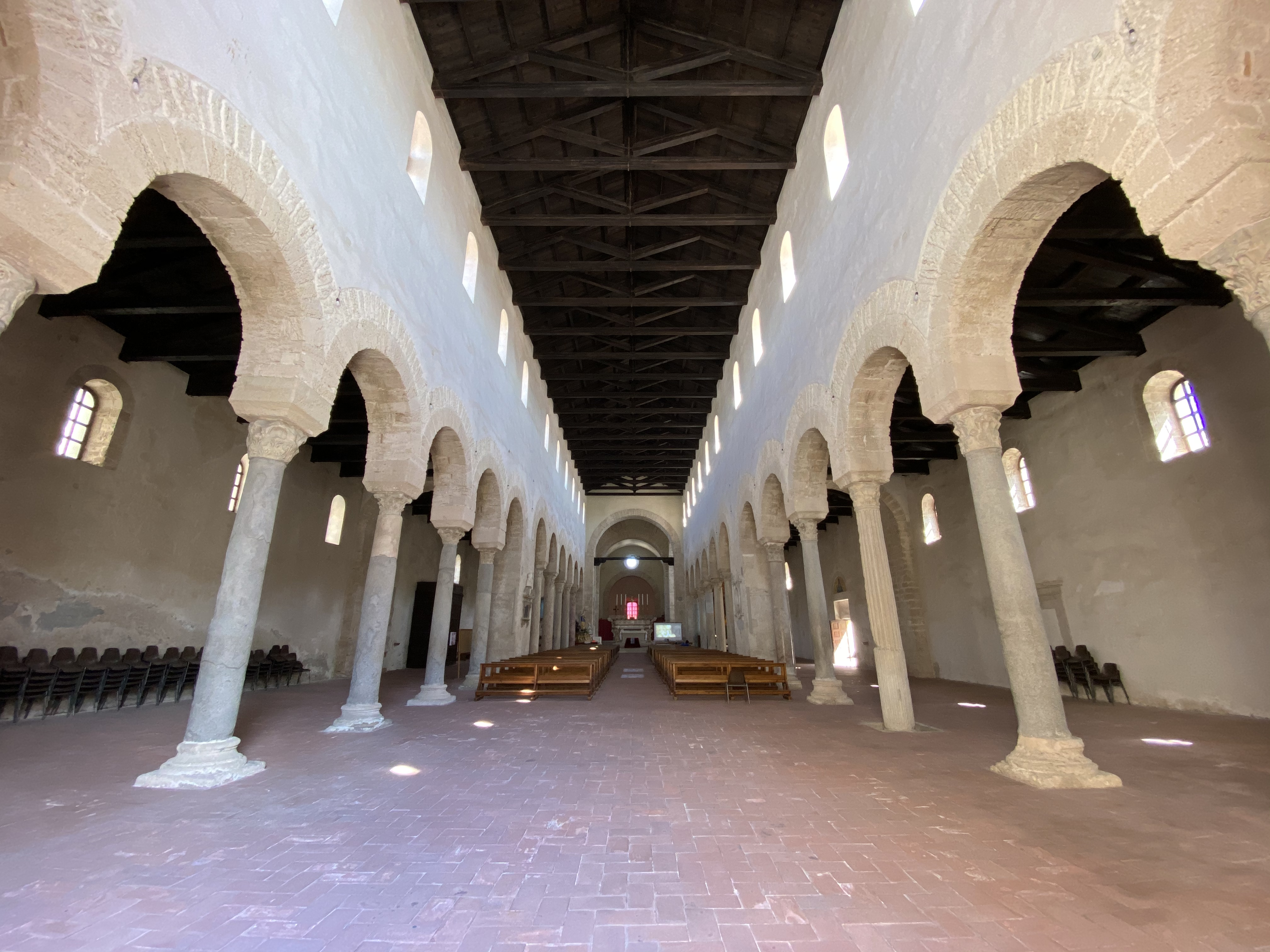
L'interno del Duomo (agosto 2020)

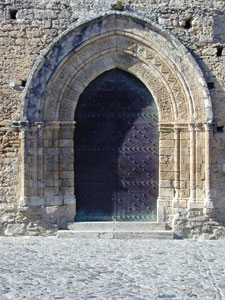
Il portale gotico della chiesa di San Francesco

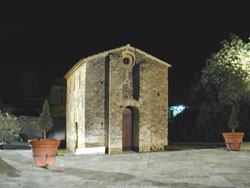
La chiesa di San Giovannello

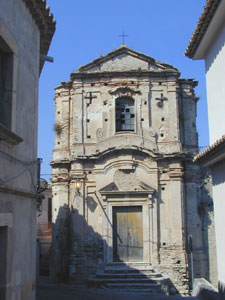
La chiesa di San Martino

Tra le numerose chiese presenti nella cittadina le più preziose ed importanti sono:

#### Duomo di Gerace
Il Duomo di Gerace è un edificio di difficile datazione e mostra chiarissimi segni di rifacimenti e di integrazioni appartenenti a varie epoche. La struttura è divisa in due parti distinte di cui una corrispondente alla cripta e l'altra alla Basilica vera e propria. La Basilica superiore è una struttura a tre navate divise da 20 colonne di spoglio e da due grandi pilastri a T, con ingresso ad ovest e transetto absidato ad est. Il corpo longitudinale riprende forme care all'architettura di origine paleocristiana (la basilica a colonne), pur presentando inedite particolarità, come i pilastri posti all'incirca in mezzeria che, lasciando intatta la percezione della grande aula centrale, dividono in due pseudo grandi campate le navatelle laterali, basse e molto buie.

#### Chiesa di San Francesco
La Chiesa di San Francesco è una delle più importanti strutture degli ordini mendicanti dell'Italia Meridionale, ed è databile tra la fine del XIII secolo (così come risulta dalla donazione regia da parte di Carlo II nel 1294) e i primi anni del XIV secolo. La chiesa è divisa in due parti, un'aula rettangolare coperta da un tetto a capriate e il presbiterio quadrangolare, che ospita nella parte inferiore il sarcofago di Nicola Ruffo di Calabria, datato al 1374 e proveniente da botteghe napoletane attive presso la corte angioina. Degno di nota è l'altare barocco in marmo intarsiato, databile agli anni sessanta del Seicento e realizzato per volontà del frate Bonaventura Perna. La struttura si apre sulla Piazza delle Tre Chiese, realizzata negli anni '80 del secolo scorso con la distruzione di un orto insistente sull'area dell'antico monastero di San Giovanni Crisostomo.

#### Chiesetta di San Giovannello
La piccola chiesa in pietra e mattoni, a navata unica, fu edificata attorno al X secolo. Attualmente di rito greco ortodosso, consacrata il 5 novembre 1991 quale Santuario Ortodosso Panitalico della Sacra Arcidiocesi ortodossa d'Italia e Malta dal metropolita Ghenadios, è considerata la più antica Chiesa Ortodossa d'Italia.Nel corso della sua lunga storia ha conservato la sua semplice e originaria architettura che si presenta con tetto a capanna, campanile a vela sulla cuspide del lato occidentale e ingresso principale sul suo lato sud. Sui suoi prospetti si aprono sette monofore arcate e laterali che consentono un'adeguata illuminazione. Al suo interno si trovano il Diaconicòn e Prothesis, accanto all'abside sporgente, tracce di affreschi e una cisterna per la raccolta delle acque piovane.

#### Chiesa di Santa Maria del Mastro
L'edificio, storicamente uno dei più importanti della città nell'XI secolo, nonostante sorgesse fuori dalle mura della città, nell'attuale Borgo maggiore, mostra adesso una configurazione neoclassica a croce greca, dovuta alla sua totale ricostruzione in seguito al terremoto del 1783. Un'accurata campagna di scavi archeologici ha portato alla luce importanti fasi protomedievale che vedono, su una fase di frequentazione laica, la costruzione di una piccola chiesa ad aula, probabilmente bizantina, inglobata da un più grande edificio normanno, dal quale provengono importanti frammenti in stucco con decorazioni fitomorfe e zoomorfe certamente vicine a stilemi siculo-arabi. La facciata ottocentesca è dominata da un maestoso portale sorretto da colonne su plinti. Sulla destra si erge il campanile a sezione quadrata.

#### Chiesa del Sacro Cuore
Edificio settecentesco con prospetto e portale in stile barocco e cupola a coppo sporgente. Danneggiata dal terremoto del 1783, è stata riedificata nel 1851 grazie all'intervento della Confraternita del Sacro Cuore.

#### Chiesa di Santa Maria di Monserrato
Costruita nella prima metà del XVII secolo, presenta una caratteristica cupola ad embrici. Al suo interno si trova il sarcofago del latinista Francesco Nicolai ed un'antica statua lignea della Madonna.

#### Chiesa di Maria Santissima del Carmine
L'edificio religioso originariamente fu edificato tra il XVI e il XVII secolo a navata unica. Nel 1908 la struttura è stata arricchita da due navate laterali e da un soffitto a cassettoni.

#### Chiesa di San Martino
L'originale edificio fu costruito in età bizantina, l'attuale struttura nasce dalla ricostruzione conseguente al terremoto del 1783. Nelle sue adiacenze si trova una piccola necropoli bizantina.

#### Chiesa di Maria Santissima Addolorata
Al suo interno si trovano un organo a canne del 1850, la statua della Madonna Addolorata del 1762, opera dello scultore napoletano Francesco Vittozzi.

#### Chiesa di Santa Caterina
Edificio a tre navate di epoca normanna, custodisce lungo la navata centrale alcuni ovali del 1753 che raffigurano alcuni Santi.

#### Chiesa di San Nicola del Cofino
Edificio a tre navate del periodo bizantino-paleocristiano, ha la forma di cesta e si fa risalire al VII-VIII secolo. Durante alcuni scavi sono state ritrovate quindici tombe di tipo basso-medioevale, alcune monete del XV-XVI secolo e una cisterna.

#### Chiesa di Santa Maria delle Grazie
Edificio annesso al Convento dei Cappuccini, possiede un altare maggiore, due altari in noce posti ai lati di quello principale e un ciborio con decorazioni in madreperla e avorio del 1720 ad opera di fra Ludovico da Pernocari. Dal 2007 proprio il Convento dei Cappuccini è stato al centro di un progetto di consolidamento e restauro. Alcuni di questi interventi sono stati realizzati anche grazie ai fondi del Gioco del Lotto, in base a quanto regolato dalla legge 662/96.
Ex Monastero di Sant'Anna
La sua struttura si affaccia sulle Bombarde e guarda verso la costa. Nella chiesa è un dipinto con Santa Caterina d'Alessandria, opera del fiorentino Stefano Pieri.

### Architetture civili

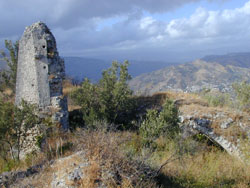
Parte dei ruderi del Castello

La ricca storia dell'arte della città può essere letta lungo le sue piazzette, i suoi vicoli, i muri delle sue case e i suoi palazzi storici e dalle numerose chiese monumentali edificate nel corso della sua lunga storia.
I sontuosi palazzi che la abbelliscono sono quasi sempre forniti di portali in pietra lavorata da scalpellini locali e, pur, essendo spesso frutto di restauri ottocenteschi, a seguito dei danni causati alla città dal terremoto del 1783, ripetono spesso volumetrie proprie di una fase medievale (XIII-XV secolo); non è raro trovare, infatti, al di sotto di intonaci moderni tracce di finestre bifore, di archi a sesto acuto, di finestre strombate che denunciano un'attività costruttiva importante già nel XII secolo.
Tra gli edifici più importanti sono da ricordare:
- Palazzo Grimaldi-Serra, sede del Comune.
- Il Palazzo Migliaccio, posto in Piazza del Tocco,
- Palazzo Candida, che mostra chiare vicinanze con modi e stilemi siciliani;
- Il Palazzo Arcano, dotato di un imponente portale in pietra,
- Il Palazzo De Balzo, munito di feritoie difensive,
- La Casa Marvasi, sulla cui facciata si apre una caratteristica bifora catalana;
- Palazzo Delfino (che ospita due finestre bifore di sapore catalano databili al pieno '400);
- Palazzo Spanò che si svolge attorno ad uno dei più bei cortili spagnoli della città;
- Palazzo Fimognari, in Via Diaz, di costruzione tardo settecentesca;
- Palazzo Cacheopulo in piazza del Tocco;
- Palazzo Parrotta

All'interno dei vicoli si trovano numerosi archi a "volta a gistuni", costruiti con un'originale tecnica tipica del luogo. La tecnica consisteva nel costruire l'arco facendo una gettata di calce su una struttura di canne intrecciate, allo stesso modo con cui vengono intrecciati i tipici cestini, chiamati "gistuni". Delle dodici porte che originariamente si aprivano sulle mura del nucleo storico del paese ne sono sopravvissute soltanto quattro: Porta dei vescovi o della Meridiana, prossima alla Concattedrale-Porta Santa Lucia-Porta Maggiore-Porta del sole. Di particolare importanza è lo spazio pubblico rappresentato da Piazza del Tocco sulla quale hanno affaccio alcuni palazzi nobiliari, tra i quali Palazzo Calcheopulo, Palazzo Migliaccio e Palazzo Macrì. Nel quartiere Borgo si trova anche un'antica fontana del 1606 con il relativo acquedotto.
In prossimità del centro abitato sono stati scoperti i resti di una necropoli che è testimone di tre diverse epoche. Gli scavi archeologici che l'hanno interessata hanno riportato alla luce ceramiche del IX secolo a.C., corredi locali e di importazione risalenti al VII secolo a.C. e varie suppellettili di origine greca e italiota risalenti al VII secolo a.C.

### Architetture militari
Il Castello
Edificato probabilmente durante il VII secolo d.C., la sua esistenza è testimoniata già nel X secolo d.C. quando fu devastato insieme alla città dai bizantini. Con la venuta dei normanni, intorno al 1050, fu ristrutturato e fortificato. Nei secoli successivi subì le devastazioni di alcuni catastrofici terremoti. Di esso rimangono una grande torre e poche mura, in parte ricavate dalla roccia e in parte si ergono a picco sui burroni circostanti. Originariamente era dotato di sistemi di canalizzazione delle acque meteoriche, di un grande pozzo, un ponte levatoio sul suo lato orientale, un'ampia armeria, un cortile interno, del quale rimangono alcuni ruderi del colonnato, e altri locali adibiti alle più svariate funzioni. Nella zona antistante il castello vi è un piazzale, denominato "Baglio".

## Società

### Evoluzione demografica
Abitanti censiti

## Economia
Tra le attività tradizionali vi sono quelle artigianali, che si distinguono per la lavorazione della terracotta, finalizzata alla realizzazione di tavolette artistiche ispirate alla cultura greca. Il borgo ha inoltre ottenuto il riconoscimento Bandiera arancione del Touring Club Italiano.

## Infrastrutture e trasporti
Il comune è interessato dalla strada statale 111 di Gioia Tauro e Locri.

## Amministrazione
| Periodo          | Periodo          | Primo cittadino     | Partito              | Carica                    | Note               |
| ---------------- | ---------------- | ------------------- | -------------------- | ------------------------- | ------------------ |
| 7 luglio 1988    | 23 maggio 1991   | Angelo Gratteri     | Democrazia Cristiana | Sindaco                   | [ 15 ]             |
| 3 giugno 1991    | 24 marzo 1993    | Giuseppe Fimognari  | Democrazia Cristiana | Sindaco                   | [ 16 ]             |
| 24 marzo 1993    | 20 aprile 1993   | Rosario Fusaro      |                      | Commissario prefettizio   | [ 17 ]             |
| 20 aprile 1993   | 22 novembre 1993 | Rosario Fusaro      |                      | Commissario straordinario | [ 18 ]             |
| 4 dicembre 1993  | 17 novembre 1997 | Giuseppe Pezzimenti | Democrazia Cristiana | Sindaco                   | [ 19 ]             |
| 17 novembre 1997 | 14 maggio 2001   | Giuseppe Pezzimenti | Lista civica         | Sindaco                   | [ 20 ]             |
| 14 maggio 2001   | 30 maggio 2006   | Salvatore Galluzzo  | Lista civica         | Sindaco                   | [ 21 ]             |
| 30 maggio 2006   | 17 maggio 2011   | Salvatore Galluzzo  | Lista civica         | Sindaco                   | [ 23 ]             |
| 17 maggio 2011   | 6 giugno 2016    | Giuseppe Varacalli  | Lista civica         | Sindaco                   | [ 25 ]             |
| 6 giugno 2016    | 5 ottobre 2021   | Giuseppe Pezzimenti | Lista civica         | Sindaco                   | [ 26 ]             |
| 5 ottobre 2021   | 18 giugno 2023   | Giuseppe Pezzimenti | Lista civica         | Sindaco                   | Deceduto in carica |
| 18 giugno 2023   | 11 giugno 2024   | Salvatore Galluzzo  | Lista civica         | Vicesindaco f.f.          | [ 30 ]             |
| 11 giugno 2024   | in carica        | Rudi Lizzi          | Lista civica         | Sindaco                   |                    |

## Sport
Ha sede nel comune la società di calcio: A.S.D. Hierax, che ha disputato campionati dilettantistici regionali.